# 聖雷吉斯公園 (肯塔基州)
聖雷吉斯公園（英語：St. Regis Park）是一個位於美國肯塔基州傑佛遜縣的城市。

## 地方資料
根據2020年美國人口普查的數據，聖雷吉斯公園的面積為0.91平方千米，當中陸地面積為0.91平方千米，而水域面積為0.00平方千米。當地共有人口1438人，而人口密度為每平方千米1,580.22人。